# Wenzhou World Trade Center
Wenzhou World Trade Center je mrakodrap ve Wen-čou. Má 68 podlaží a výšku 322 metrů, je tak nejvyšší budovou ve městě. Výstavba probíhala v letech 2003–2010 podle projektu společnosti RTKL Associates. Budova disponuje prostory o celkové výměře 220 000 m2, které jsou využívány jako hotel, kanceláře a v nižších patrech pak jako obchodní pasáž.